# G20 del 2018
Il G20 del 2018 è stato il tredicesimo meeting del Gruppo dei Venti (G20). Si è tenuto il 30 novembre e il 1º dicembre 2018 nella città di Buenos Aires, in Argentina. È stato il primo vertice del G20 che si è tenuto in Sud America. La riunione è stata guidata dal Presidente argentino Mauricio Macri.

## Preparazioni

### L'annuncio
Il presidente argentino Mauricio Macri assunse la presidenza annuale del G20 il 30 novembre del 2017, durante una cerimonia ufficiale nel Centro Culturale Kirchner a Buenos Aires. Il presidente cinese Xi Jinping, il cancelliere tedesco Angela Merkel e il primo ministro giapponese Shinzō Abe emisero dei messaggi di supporto, mostrati alla cerimonia.

### I primi incontri
Le prime riunioni del G20 argentino iniziarono a Bariloche nel dicembre del 2017. Ai primi incontri presenziarono i vicegovernatori delle banche centrali e i viceministri delle finanze, assieme agli sherpa. Durante la preparazione del summit tra i leader mondiali previsto per il 30 novembre del 2018, l'Argentina ospitò oltre quarantacinque incontri a vari livelli governativi in undici città del paese.

## Partecipanti

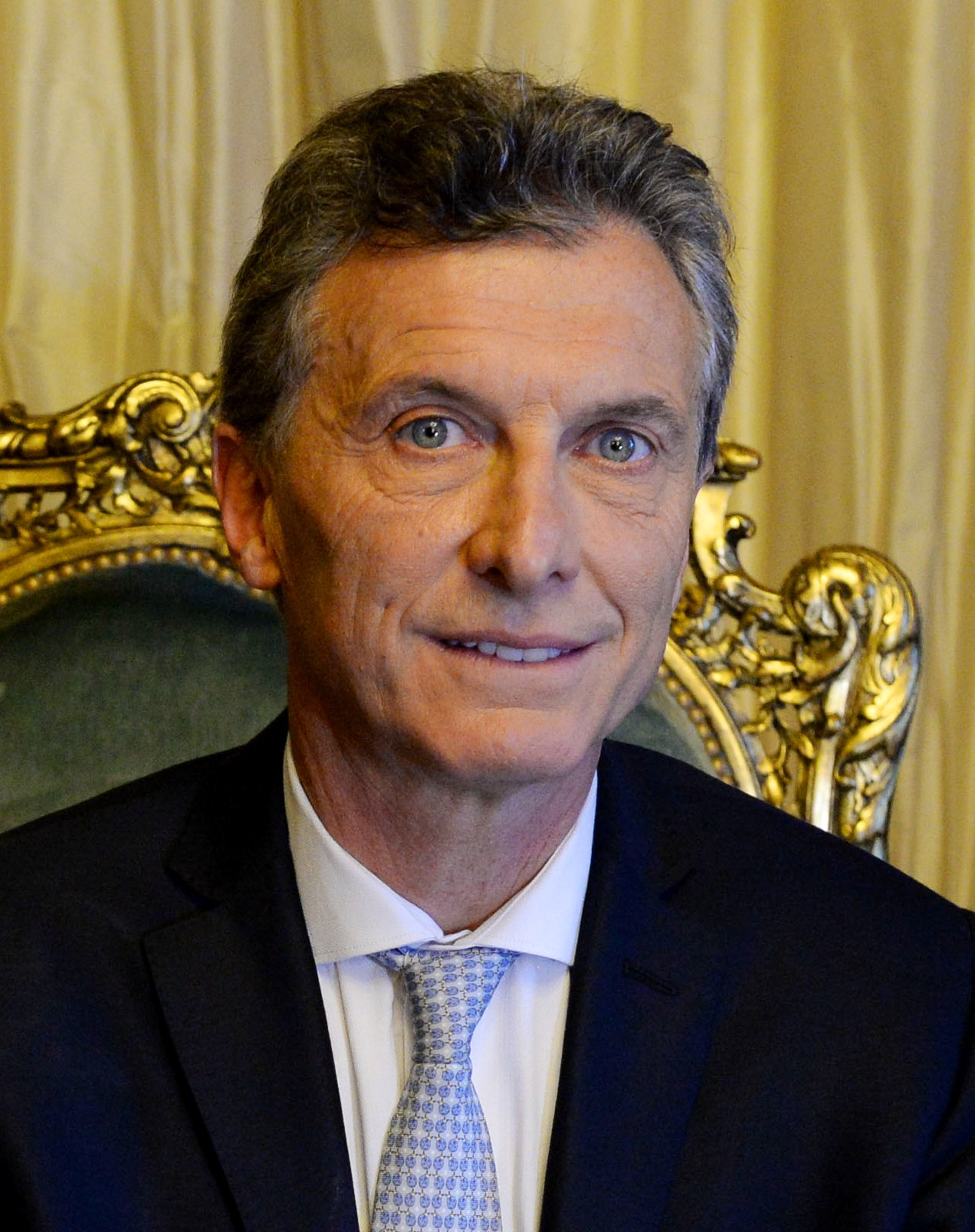
ARG Mauricio Macri, Presidente
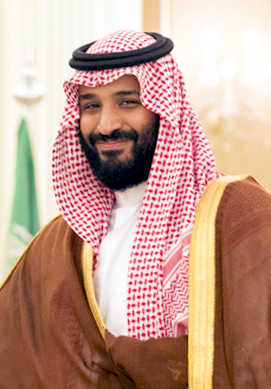
SAU Mohammad bin Salman, Principe della Corona
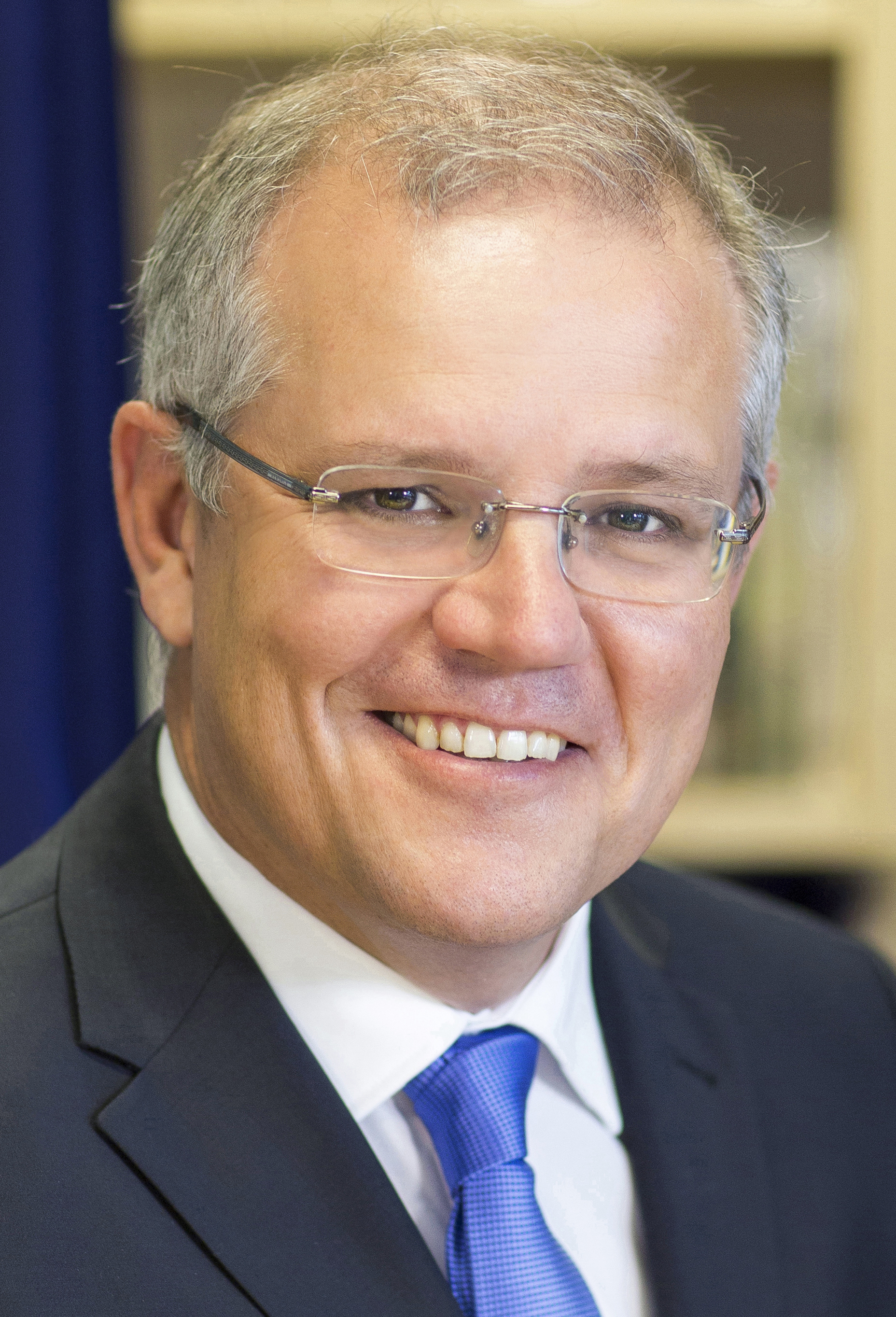
AUS Scott Morrison, Primo ministro
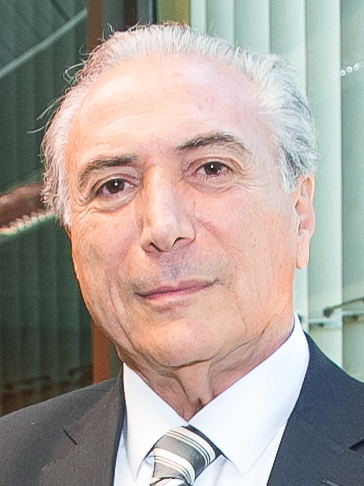
BRA Michel Temer, Presidente
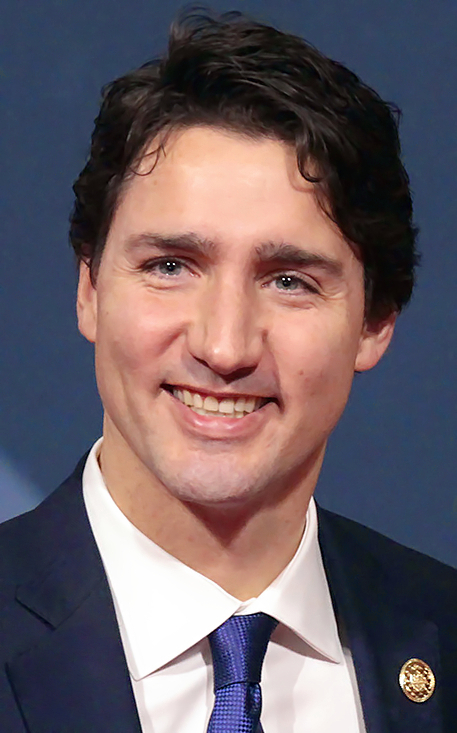
CAN Justin Trudeau, Primo ministro
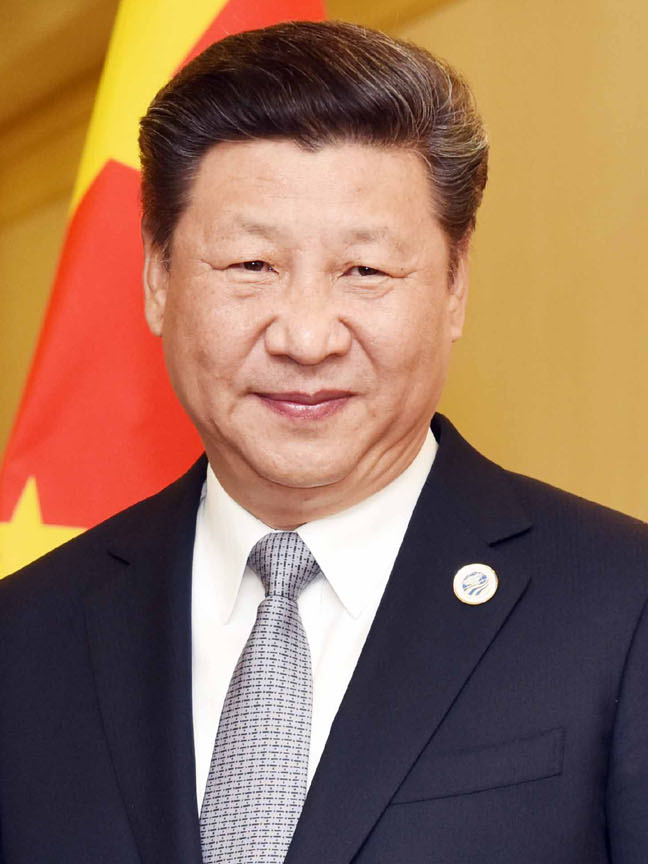
CHN Xi Jinping, Presidente
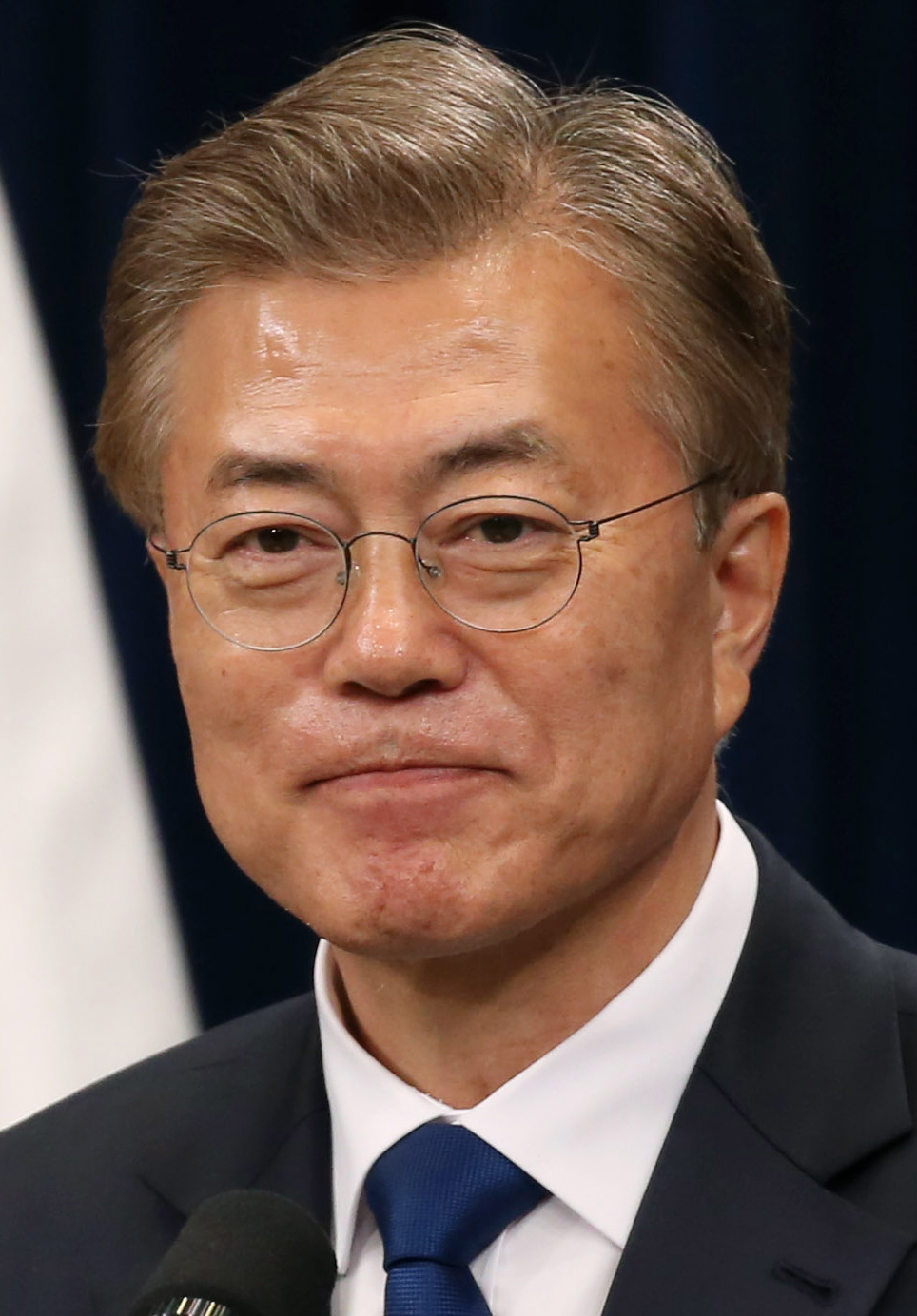
KOR Moon Jae-in, Presidente
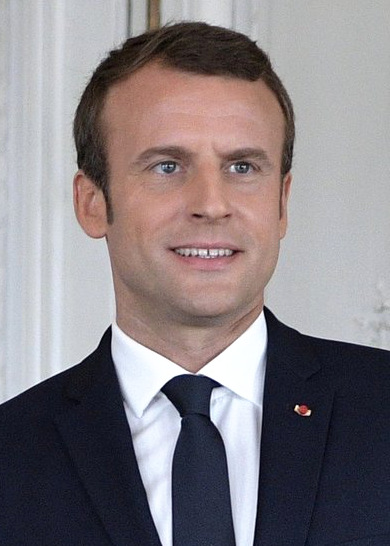
FRA Emmanuel Macron, Presidente
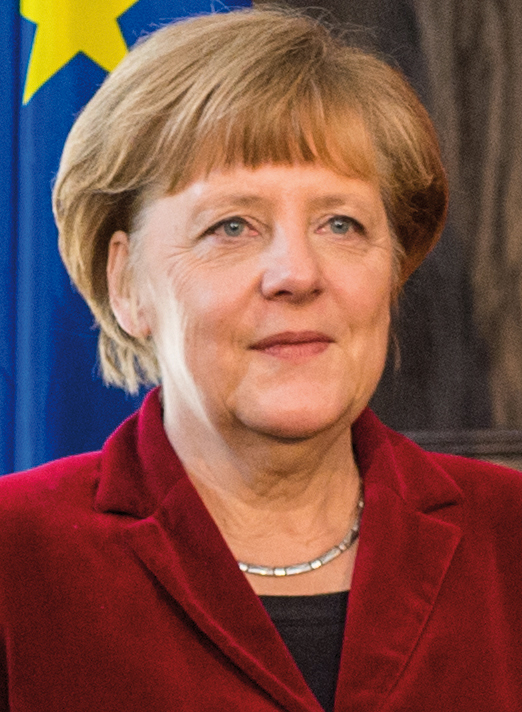
DEU Angela Merkel, Cancelliera
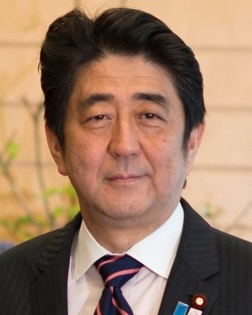
JPN Shinzō Abe, Primo ministro
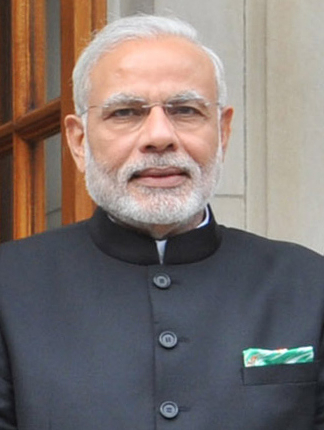
IND Narendra Modi, Primo ministro
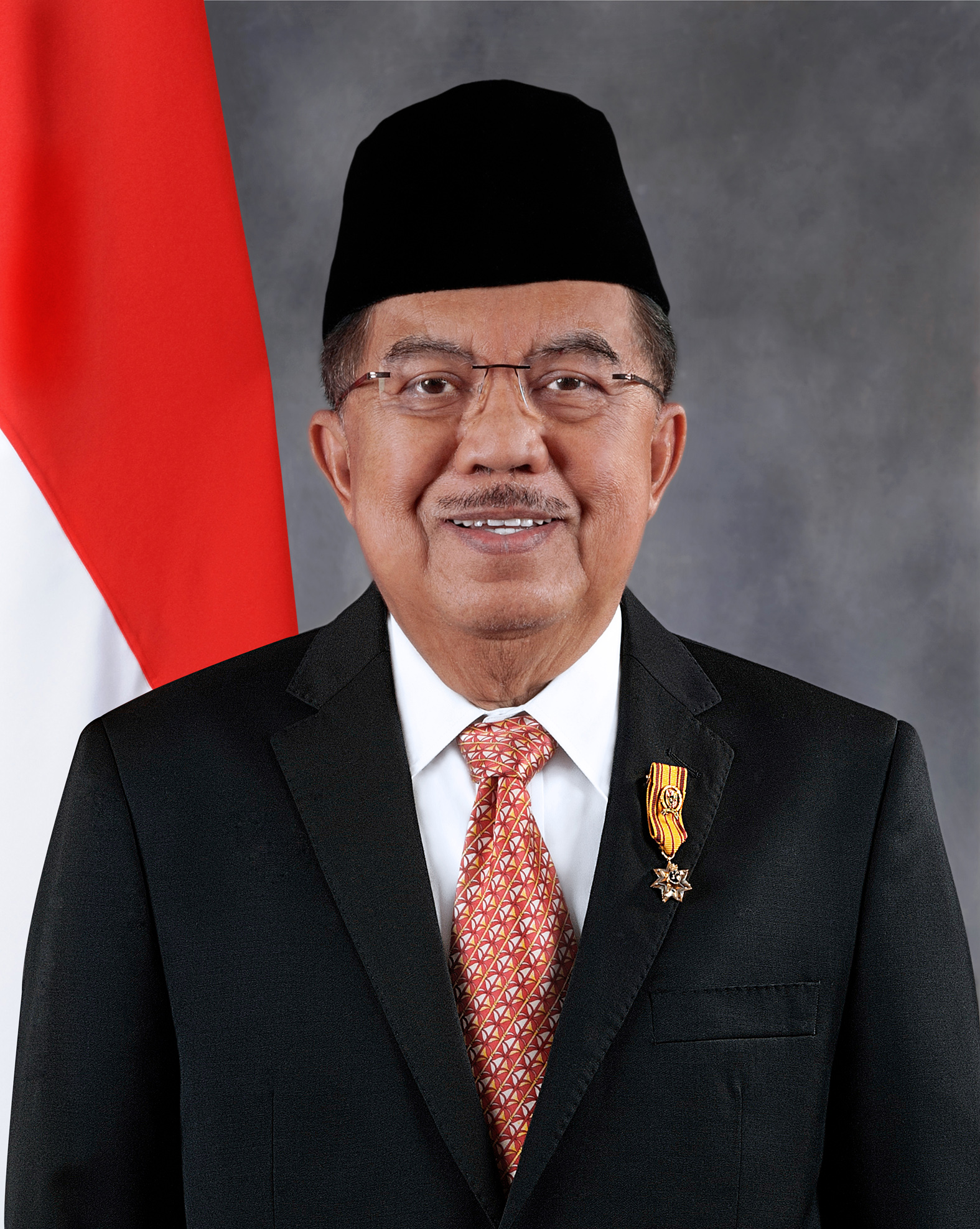
IDN Jusuf Kalla, Vice Presidente
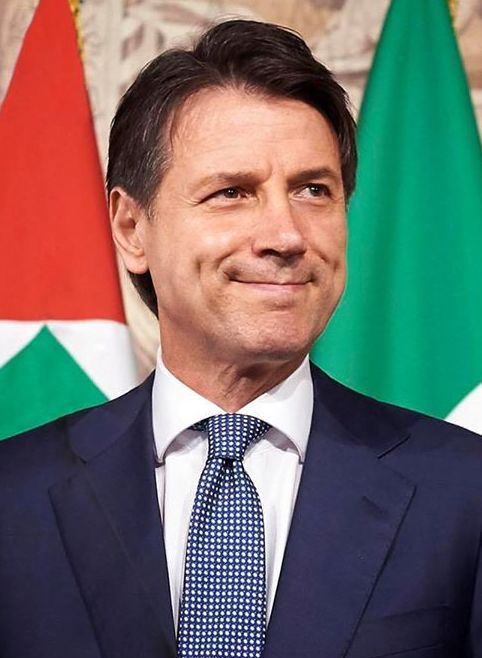
ITA Giuseppe Conte, Presidente del Consiglio
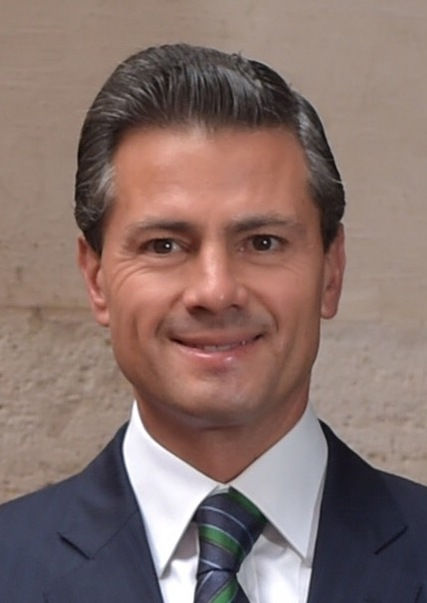
MEX Enrique Peña Nieto, Presidente
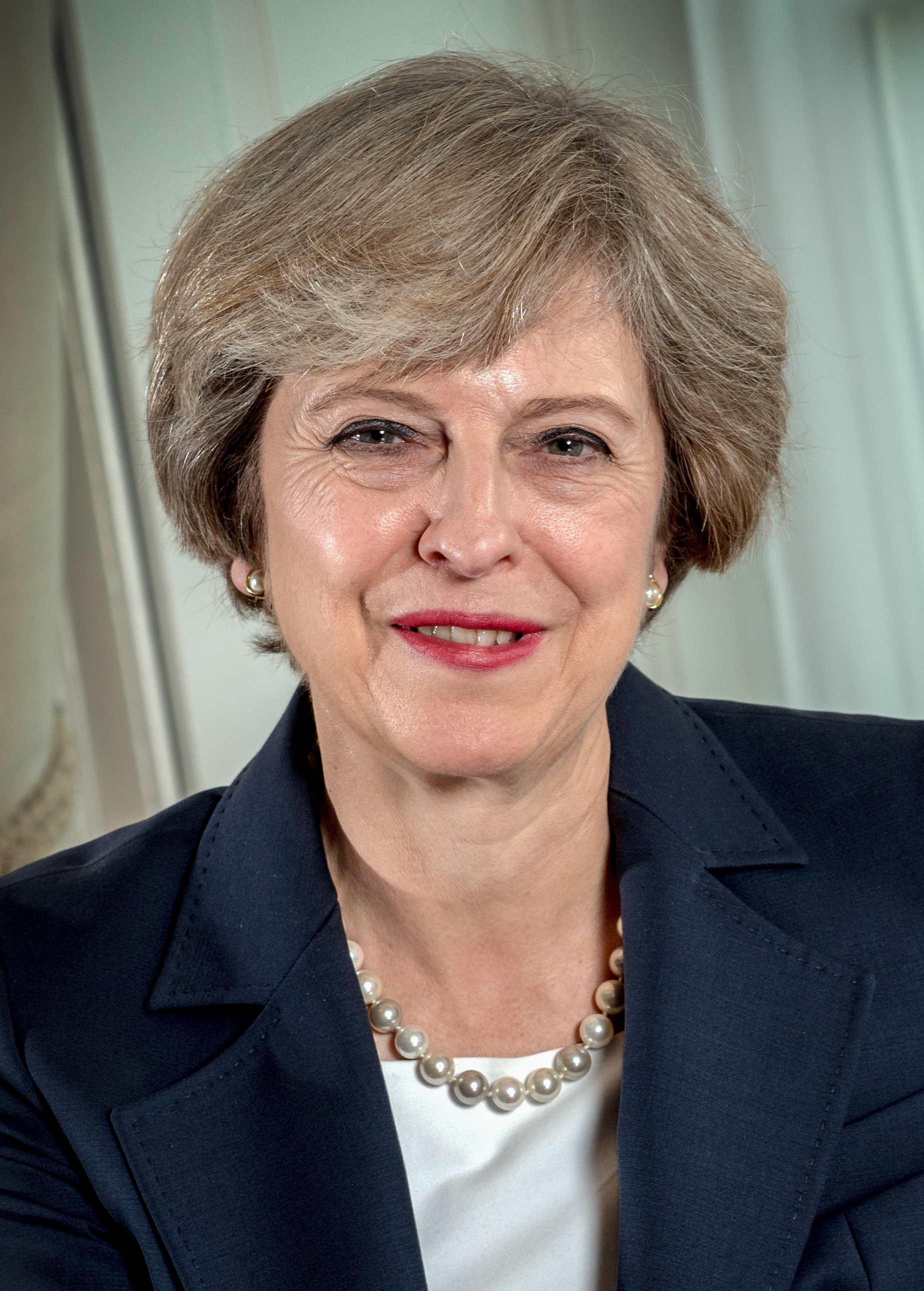
GBR Theresa May, Primo ministro
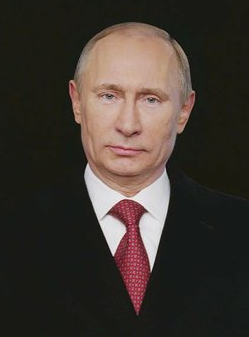
RUS Vladimir Putin, Presidente
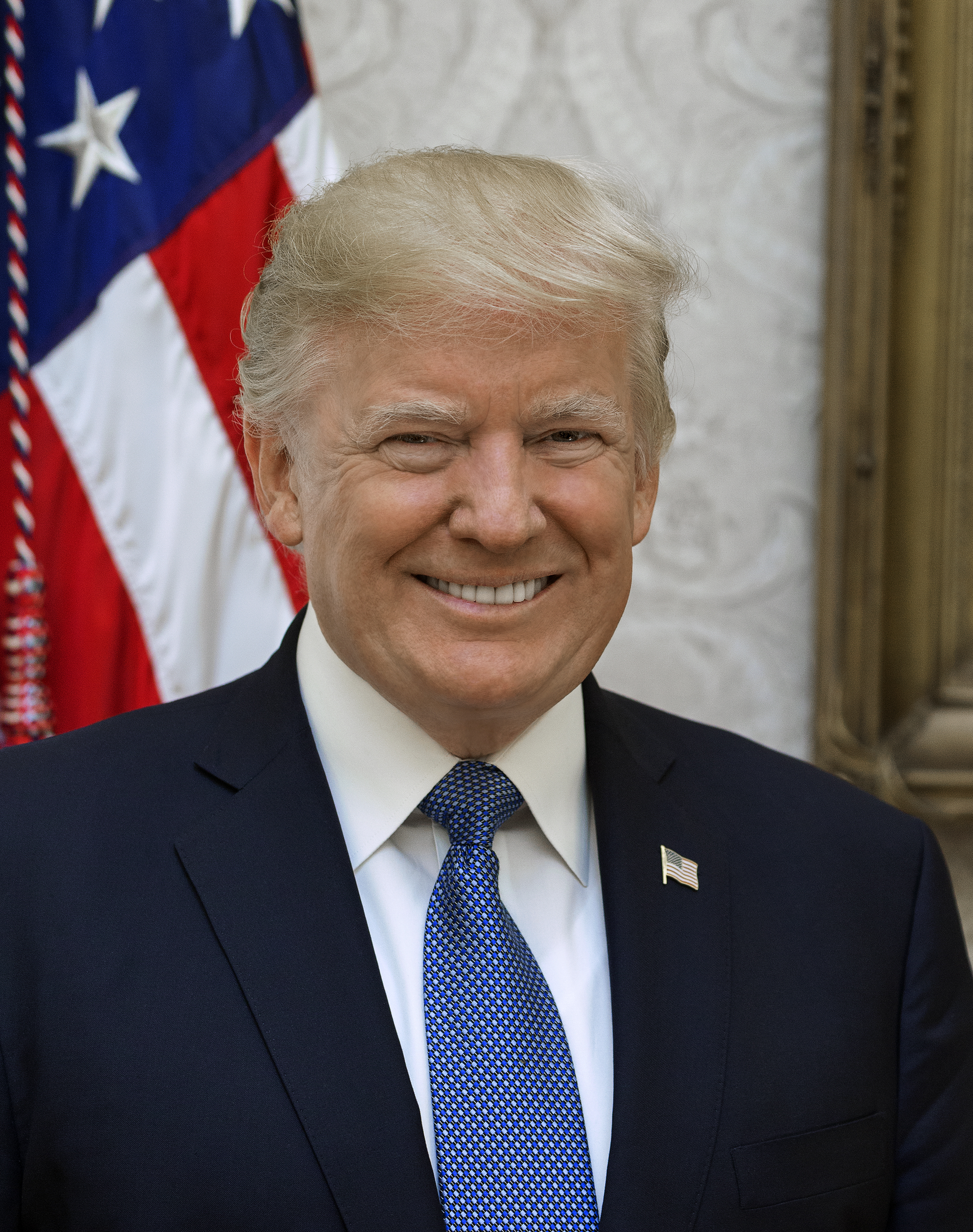
USA Donald Trump, Presidente
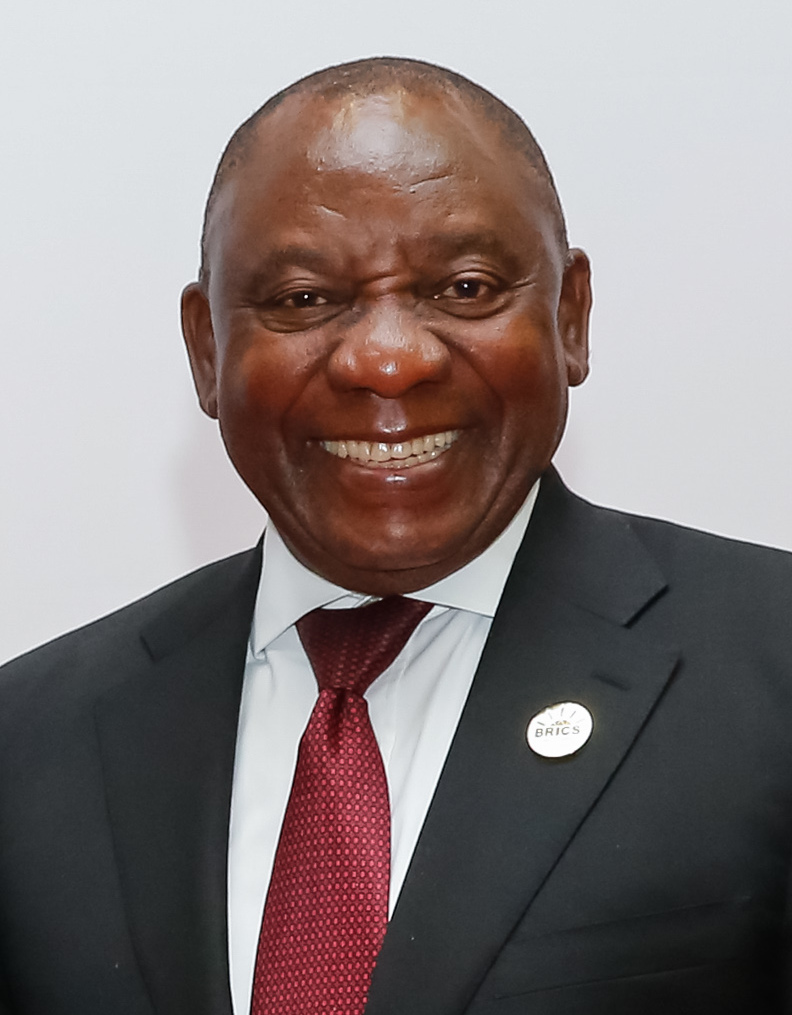
ZAF Cyril Ramaphosa, Presidente
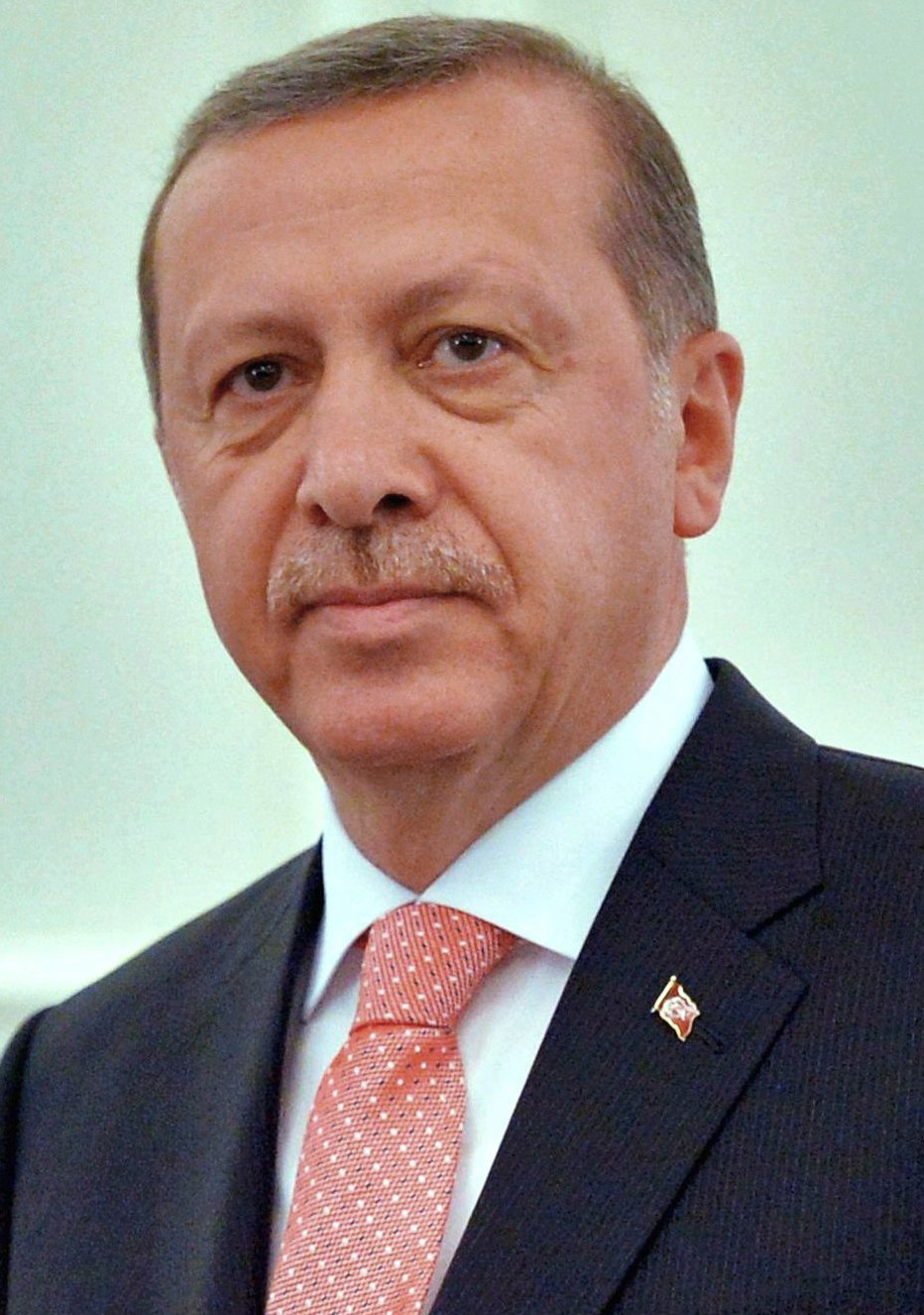
TUR Recep Tayyip Erdoğan, Presidente
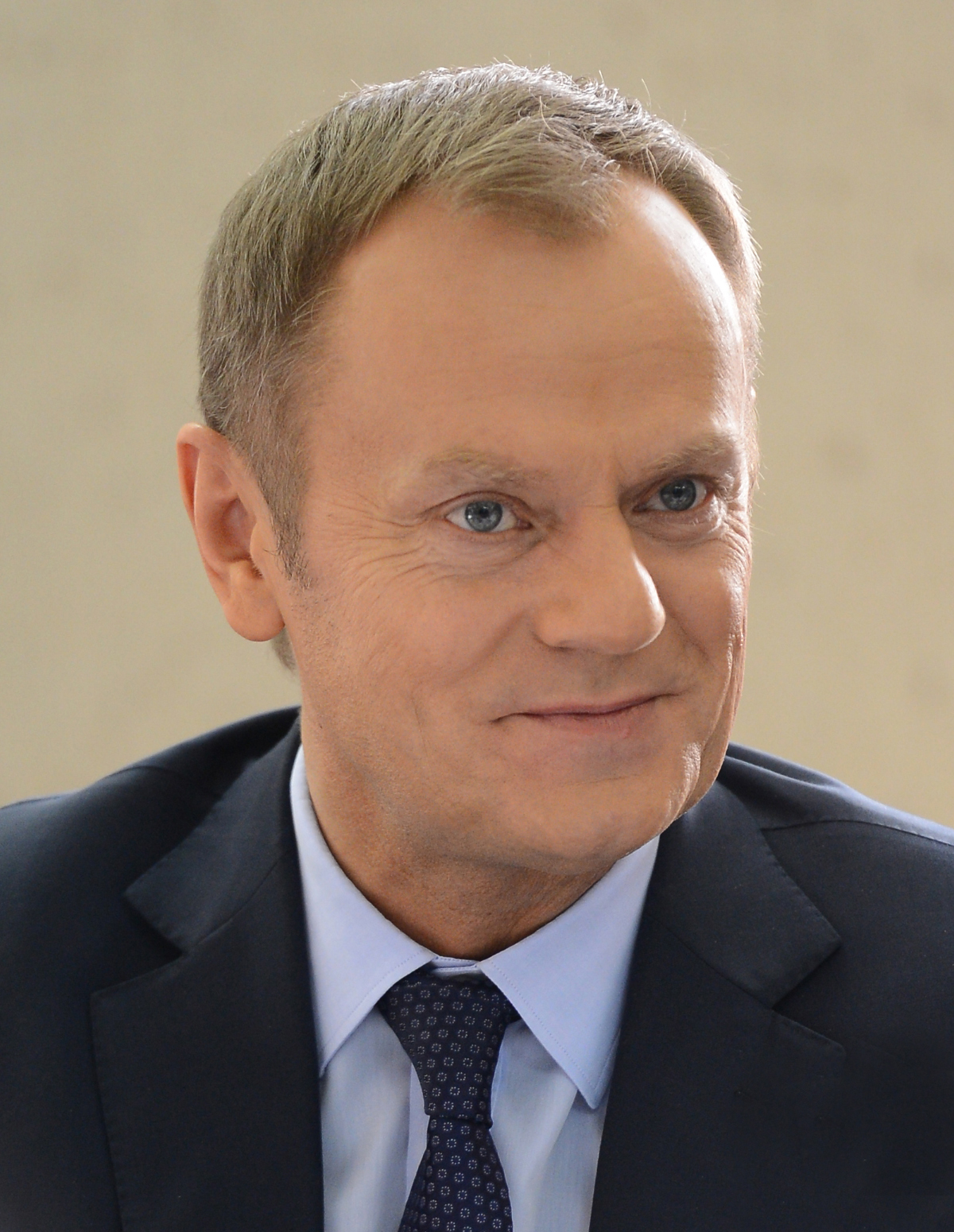
' Donald Tusk, Presidente del Consiglio europeo
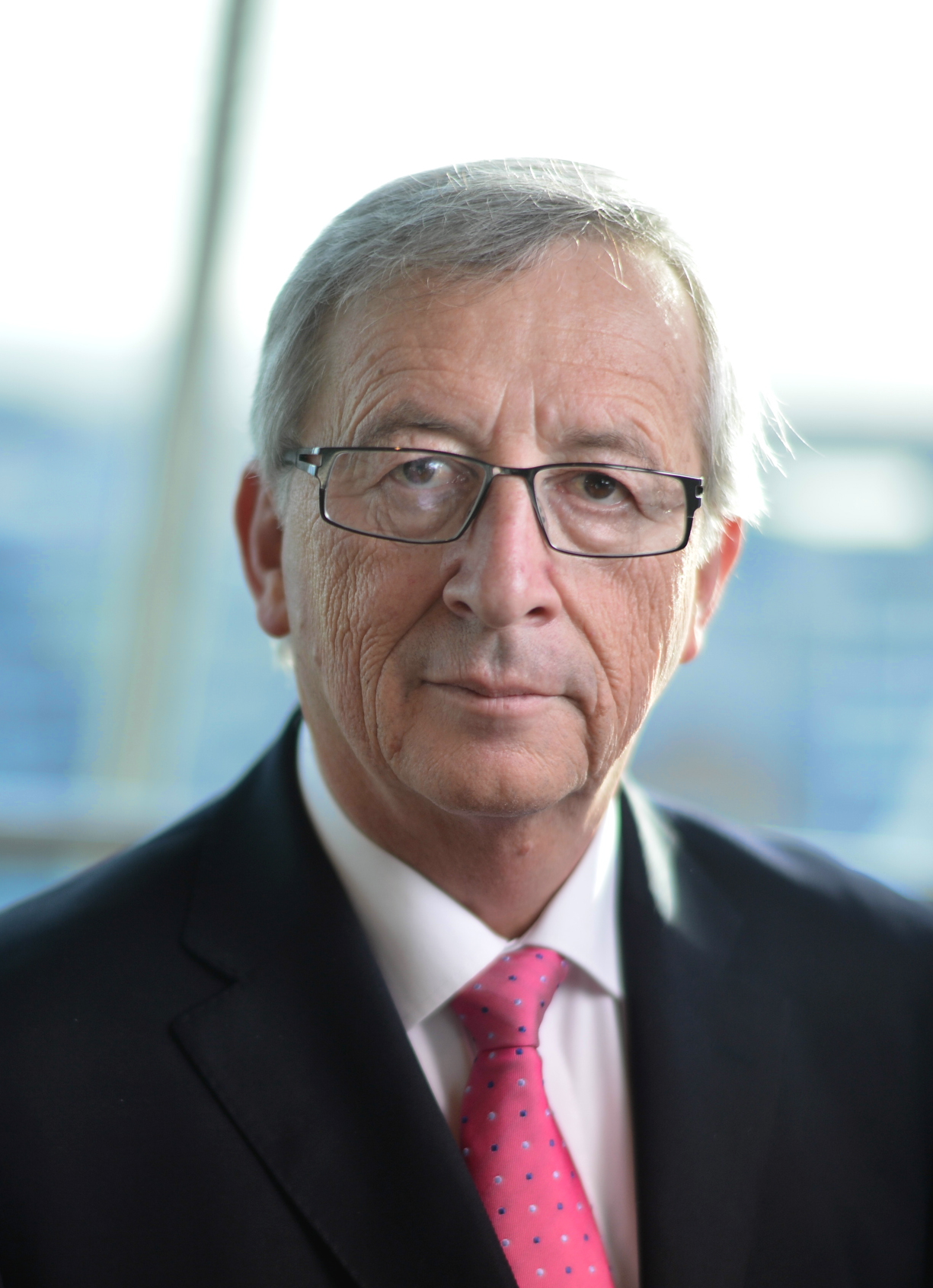
' Jean-Claude Juncker, Presidente della Commissione

- Argentina
Mauricio Macri,
 Presidente
- Arabia Saudita
Mohammad bin Salman,
 Principe della Corona
- Australia
Scott Morrison,
 Primo ministro
- Brasile
Michel Temer,
Presidente
- Canada
Justin Trudeau,
 Primo ministro
- Cina
Xi Jinping,
 Presidente
- Corea del Sud
Moon Jae-in,
 Presidente
- Francia
Emmanuel Macron, Presidente
- Germania
Angela Merkel,
 Cancelliera[N 1]
- Giappone
Shinzō Abe,
 Primo ministro
- India
Narendra Modi,
 Primo ministro
- Indonesia
Jusuf Kalla,
 Vice Presidente
- Italia
Giuseppe Conte, 
Presidente del Consiglio
- Messico
Enrique Peña Nieto,
 Presidente
- Regno Unito
Theresa May,
 Primo ministro
- Russia
Vladimir Putin,
 Presidente
- Stati Uniti
Donald Trump, Presidente
- Sudafrica
Cyril Ramaphosa,
 Presidente
- Turchia
Recep Tayyip Erdoğan,
 Presidente
- Unione europea
Donald Tusk,
 Presidente del Consiglio europeo
- Unione europea
Jean-Claude Juncker,
 Presidente della Commissione

### Leader invitati

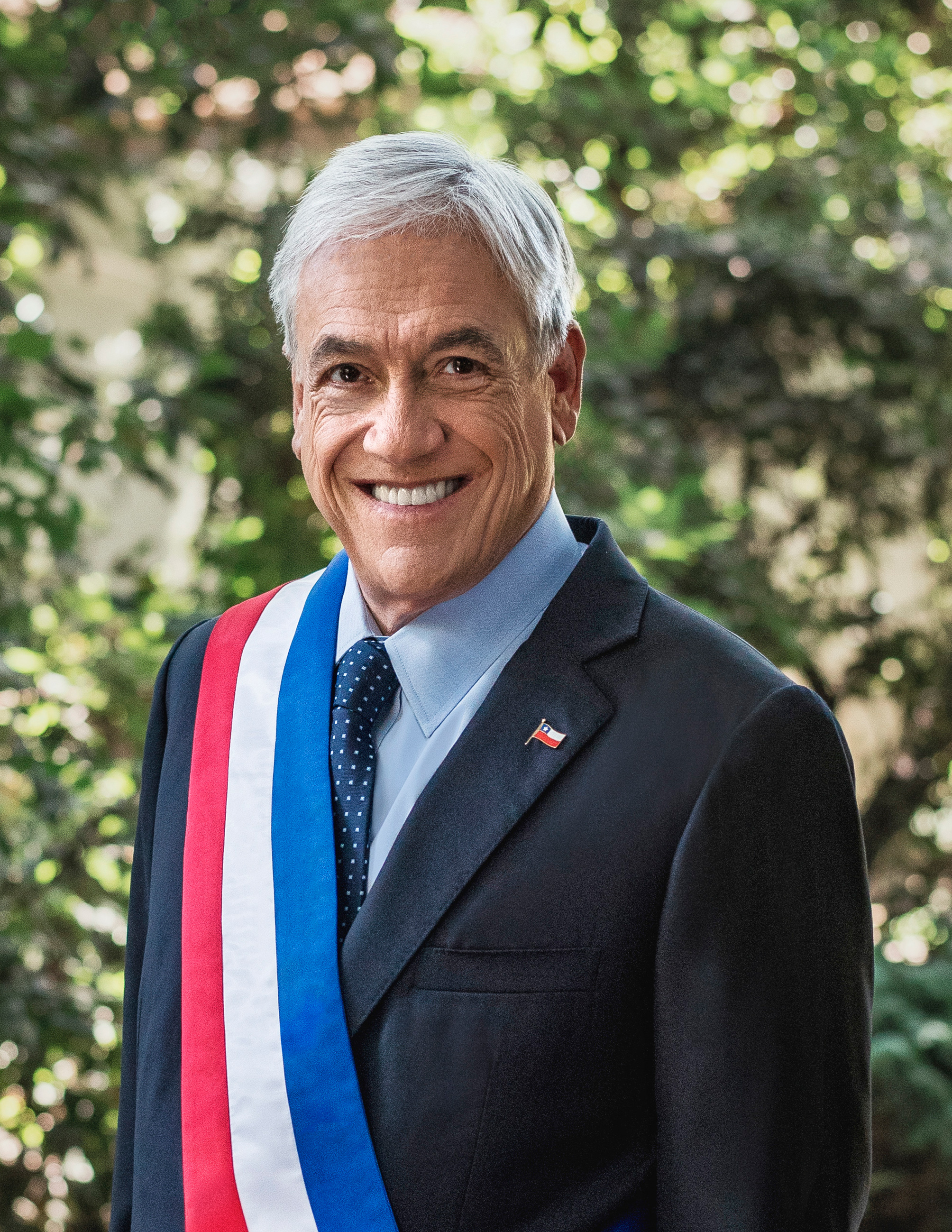
CHL Sebastián Piñera, Presidente
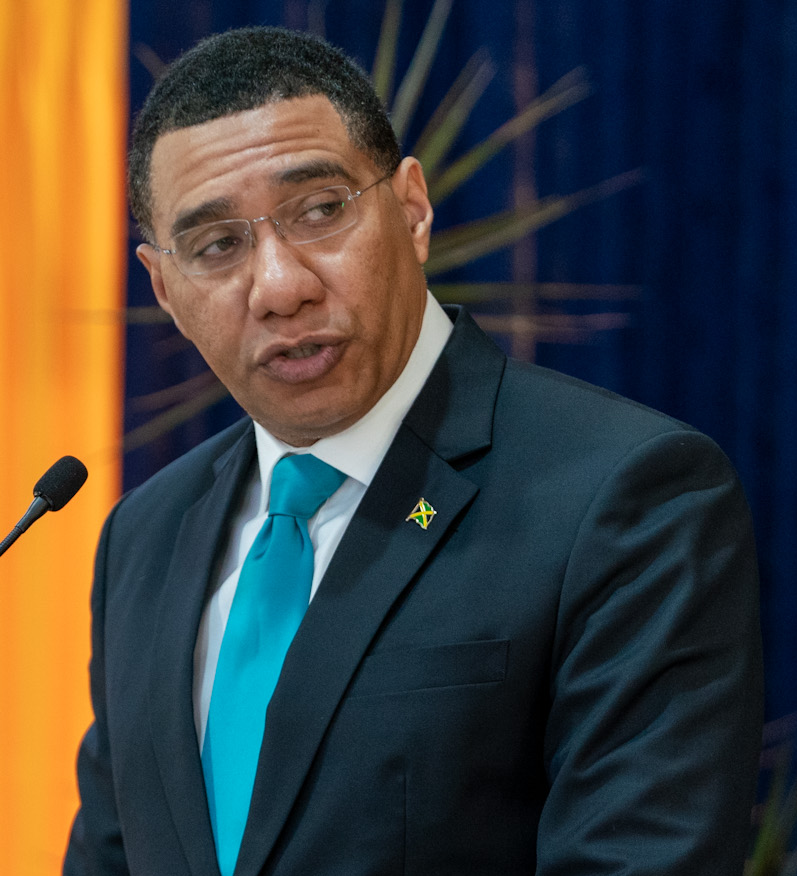
JAM Andrew Holness, Primo ministro
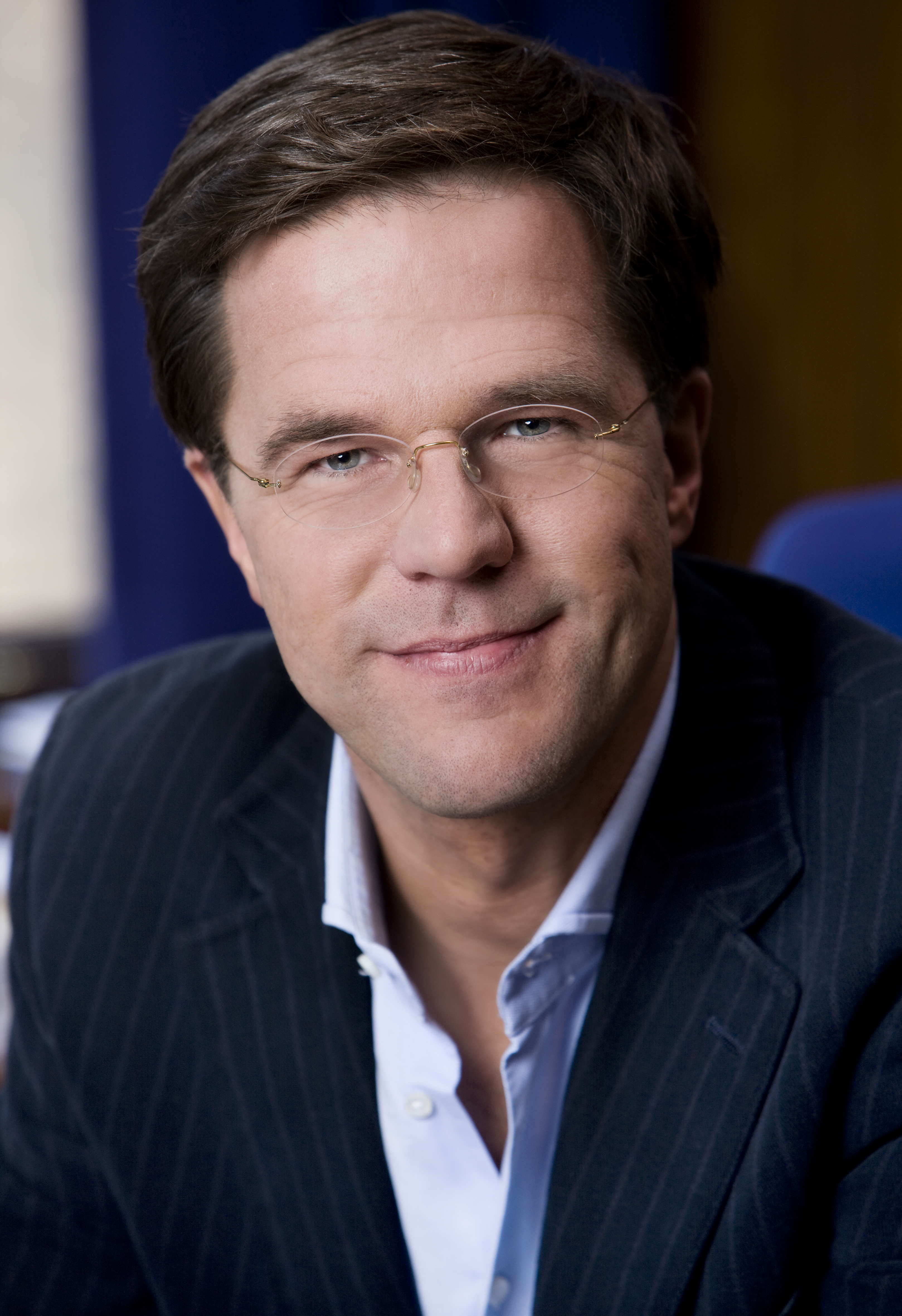
NLD Mark Rutte, Primo ministro
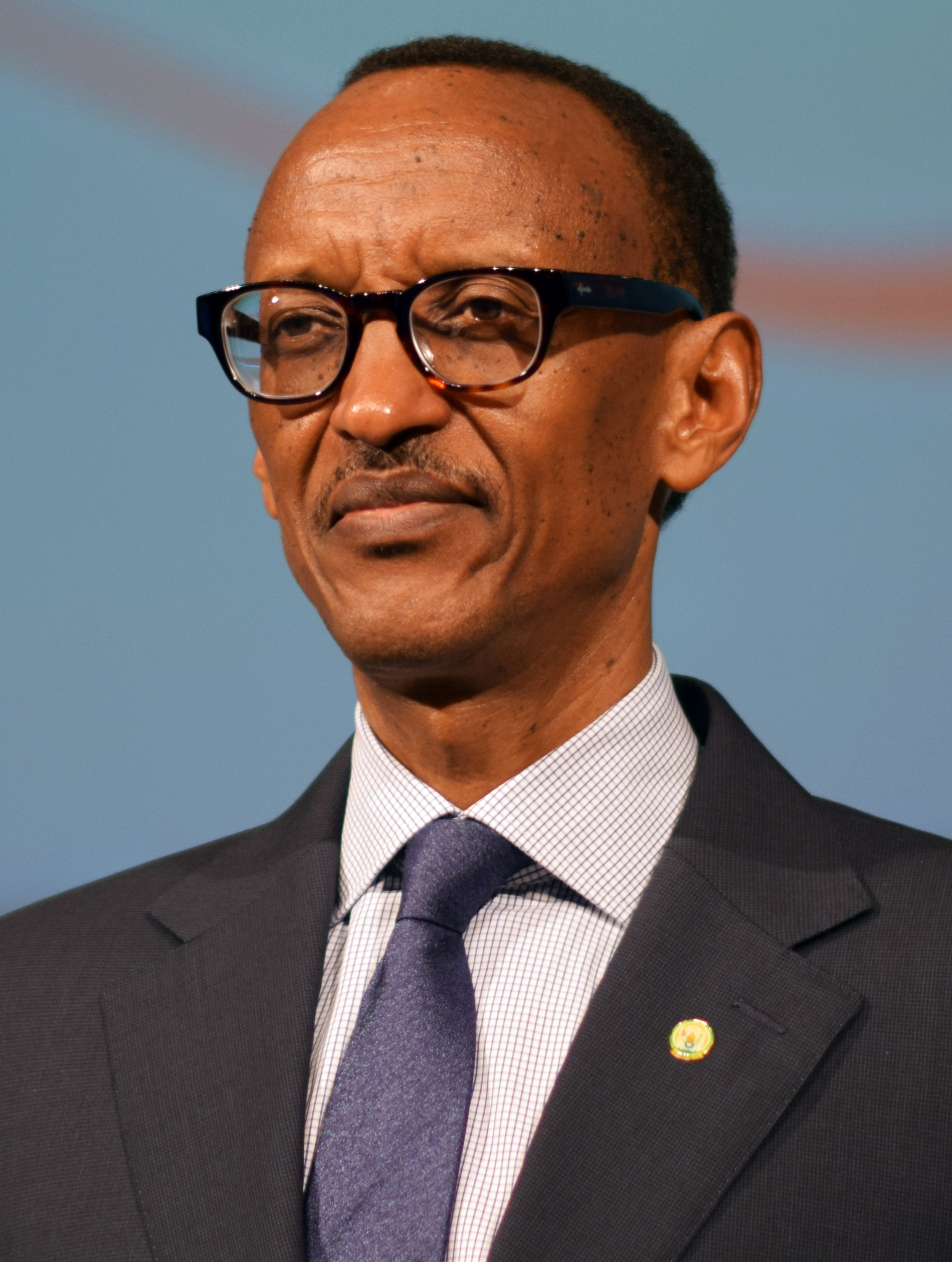
RWA Paul Kagame, Presidente
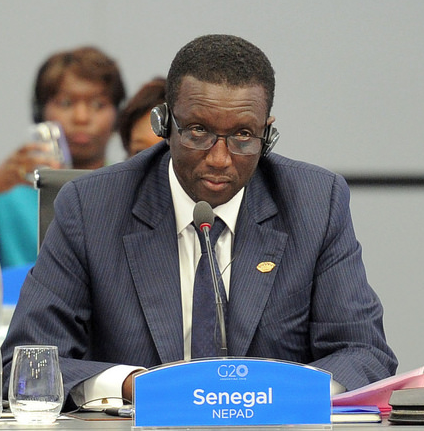
SEN Amadou Ba, ministro dell'economia
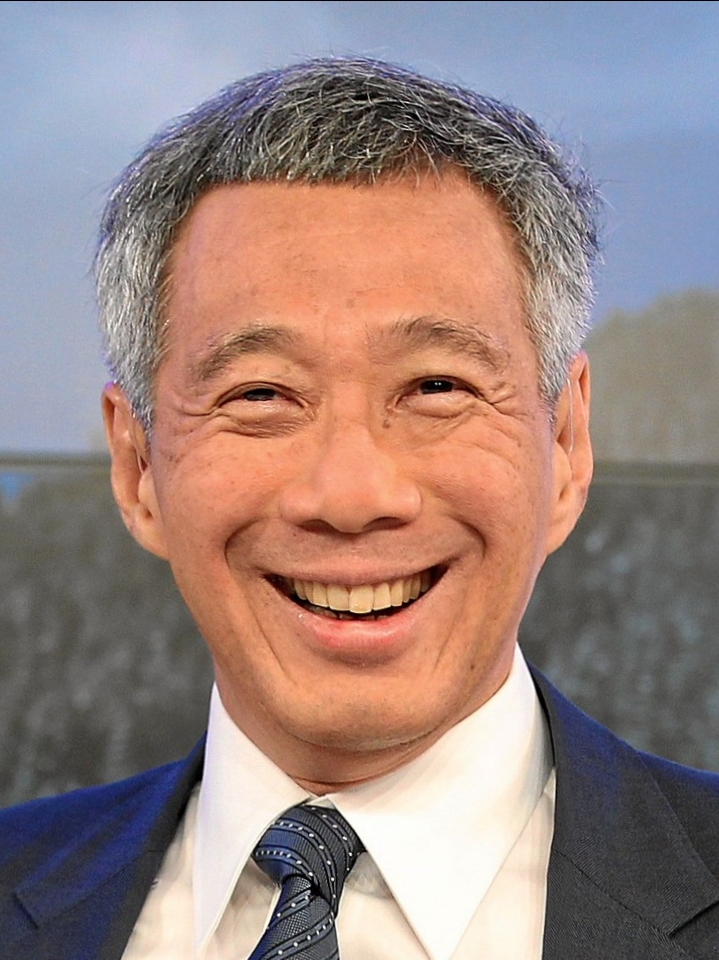
SGP Lee Hsien Loong, Primo ministro
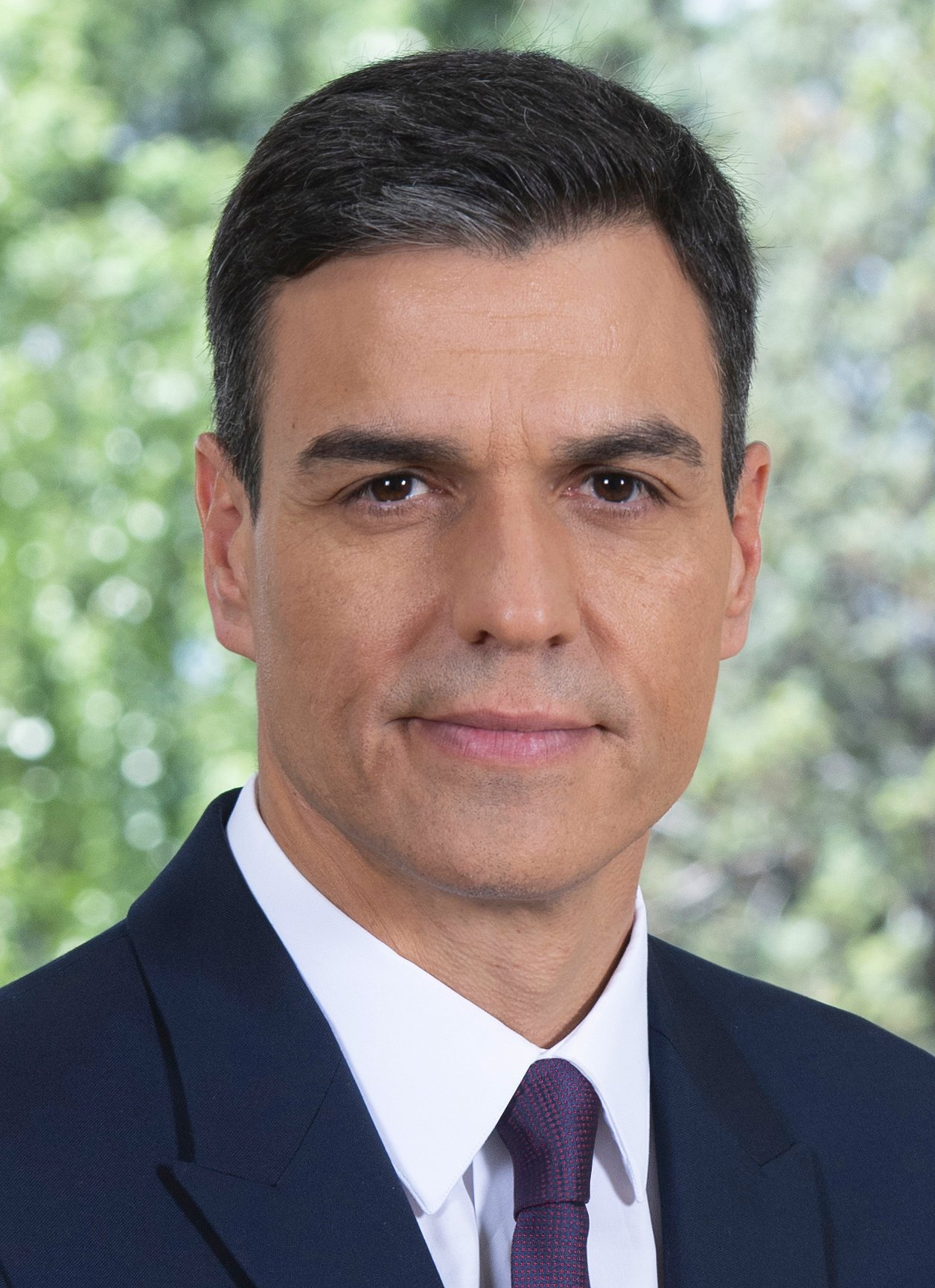
ESP Pedro Sánchez, Presidente del Governo

- Cile
Sebastián Piñera, 
Presidente
- Giamaica
Andrew Holness, 
Primo ministro[N 2]
- Paesi Bassi
Mark Rutte,
 Primo ministro
- Ruanda
Paul Kagame, 
Presidente[N 3]
- Senegal
Amadou Ba,
 ministro dell'economia[N 4]
- Singapore
Lee Hsien Loong,
 Primo ministro[N 5]
- Spagna
Pedro Sánchez,
 Presidente del Governo

### Organizzazioni internazionali

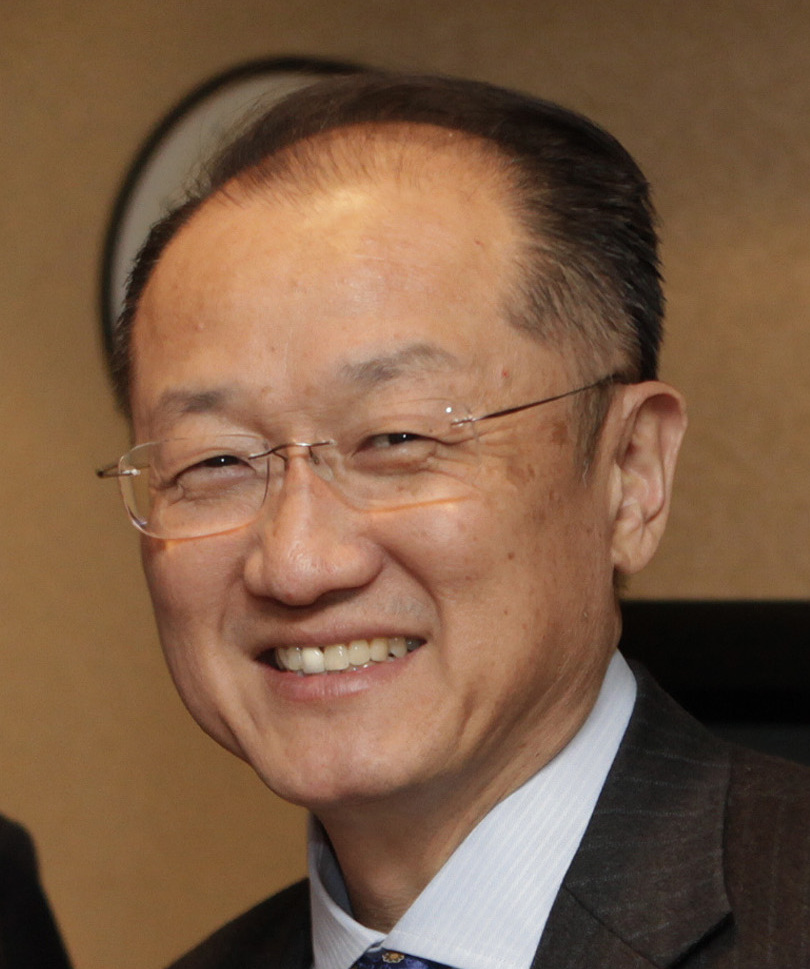
Banca Mondiale Jim Yong Kim, Presidente
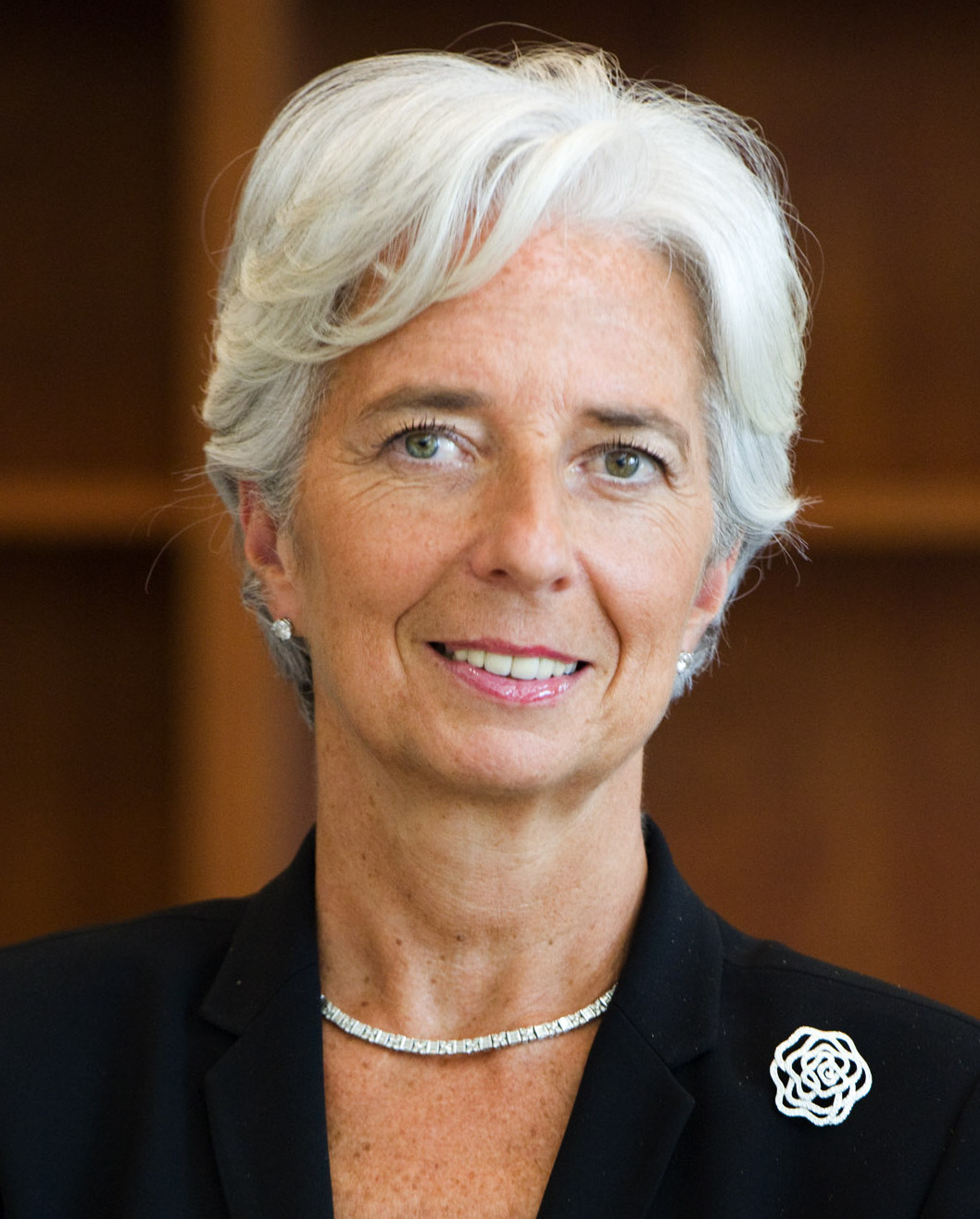
Fondo monetario internazionale Christine Lagarde, Direttore Operativo
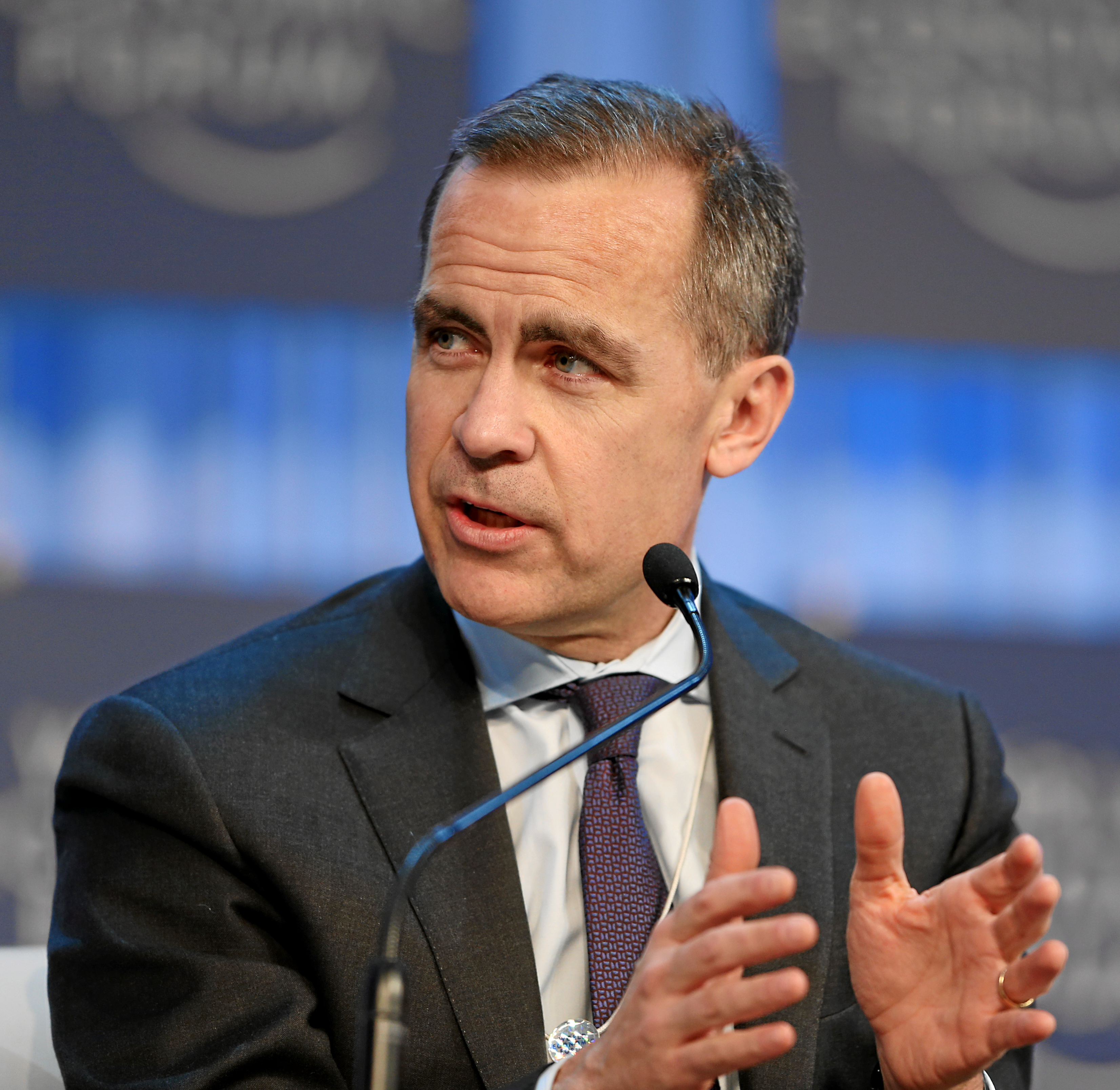
Consiglio per la stabilità finanziaria Mark Carney, Presidente
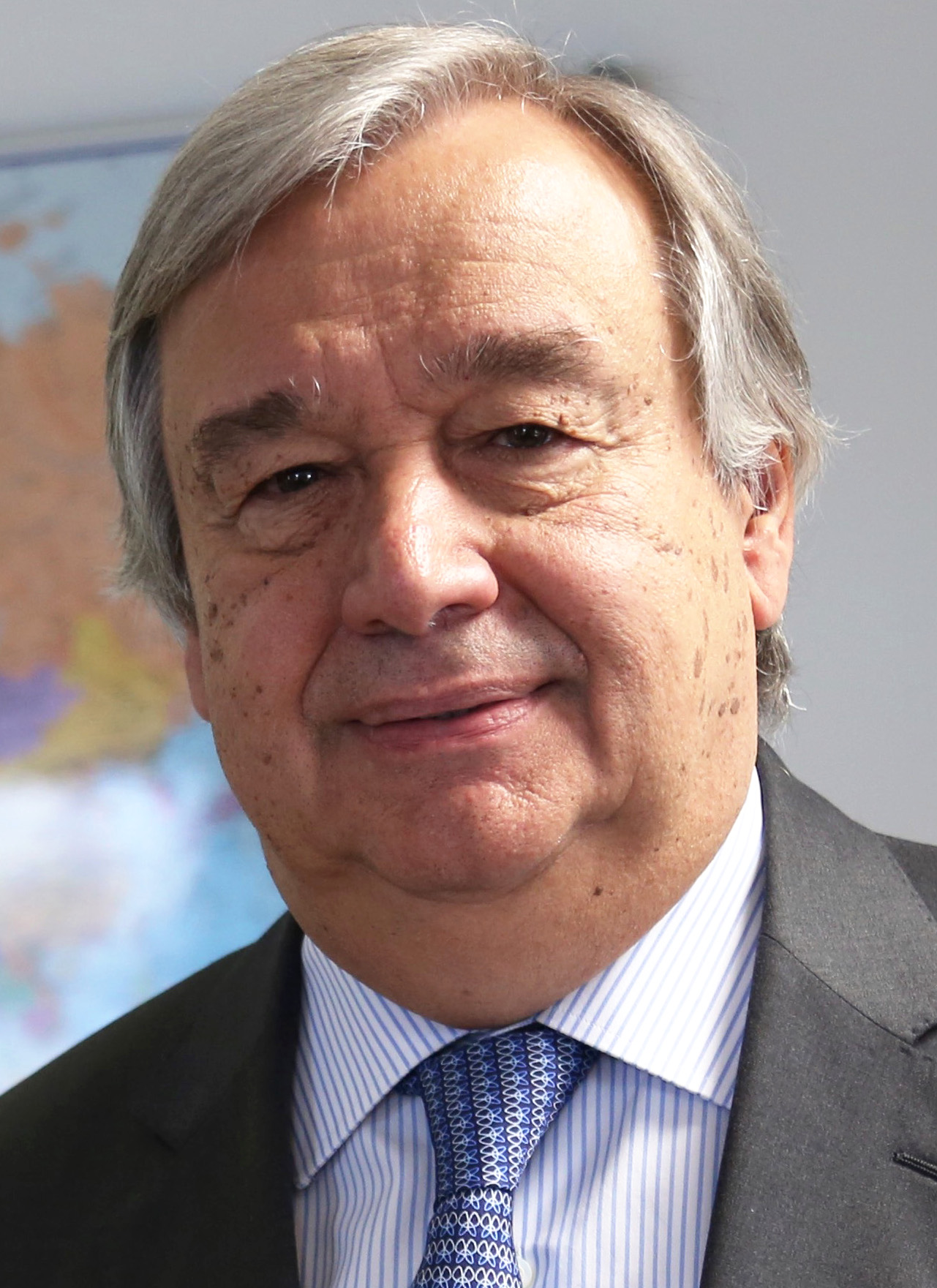
Nazioni Unite António Guterres, Segretario generale
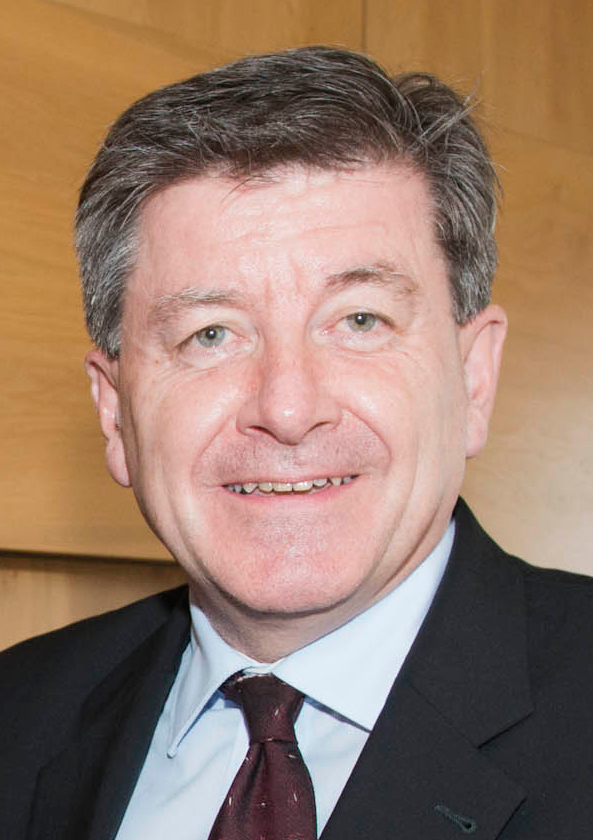
ILO Guy Ryder, Direttore generale
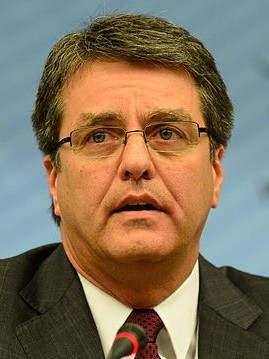
OMC Roberto Azevêdo, Direttore generale
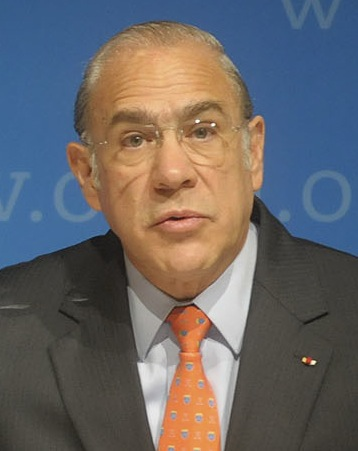
OCSE Ángel Gurría, Segretario generale
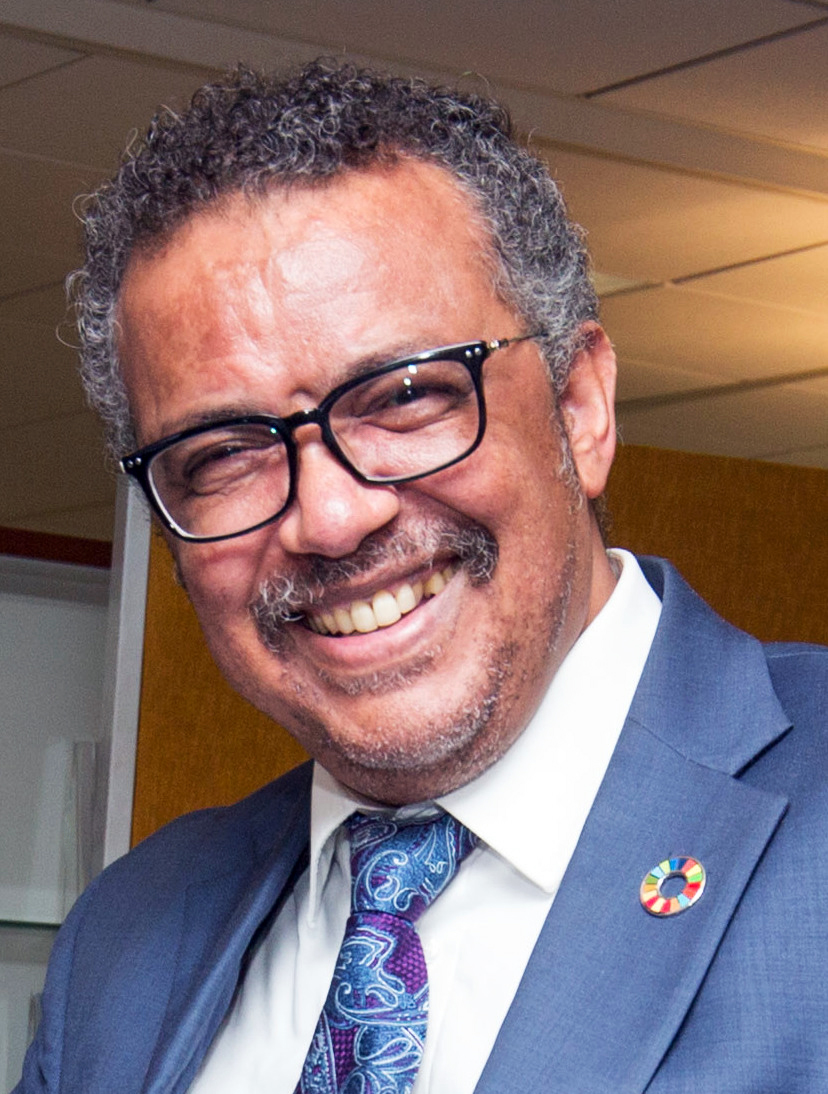
OMS Tedros Adhanom, Direttore generale
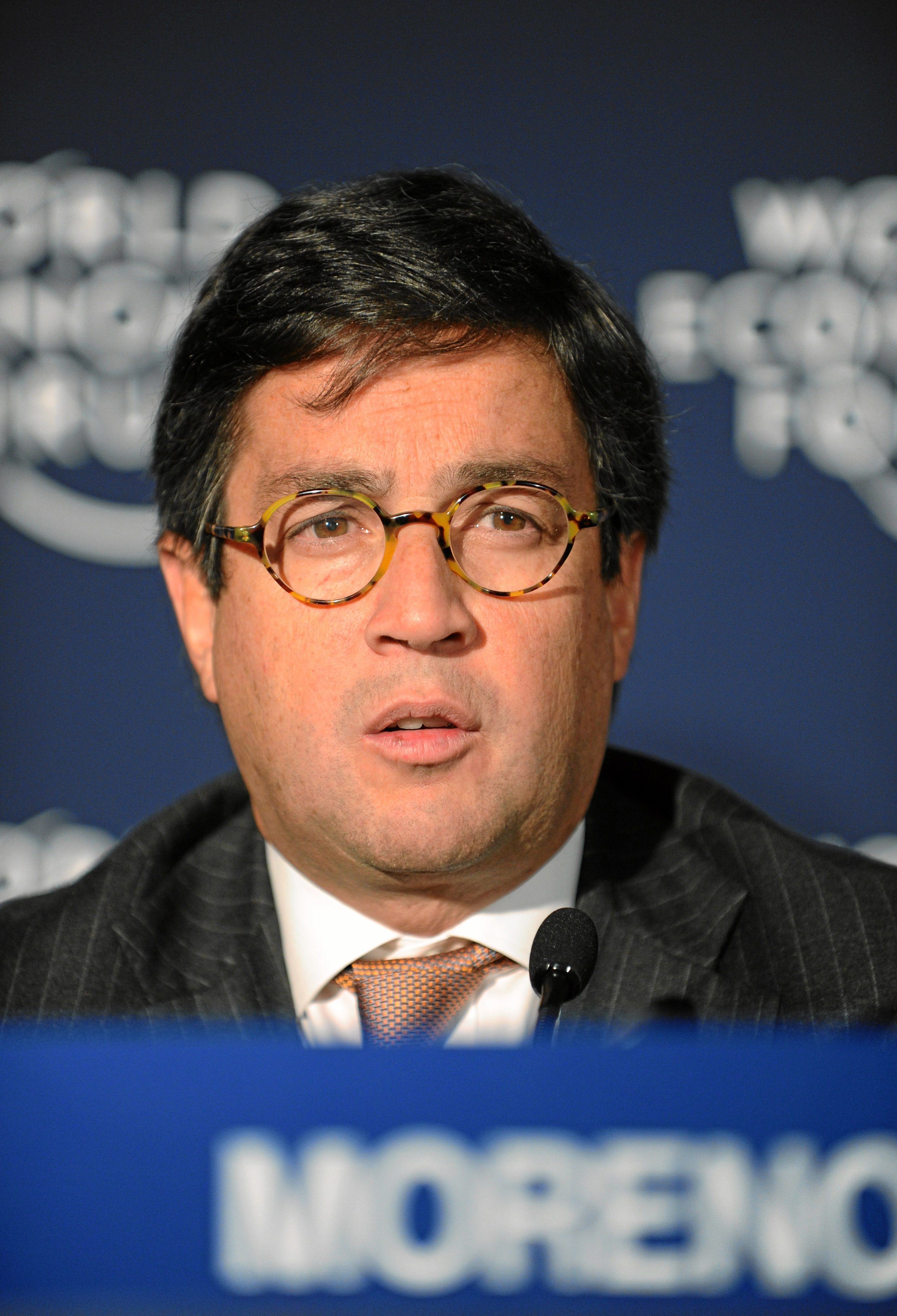
IDB Luis Alberto Moreno, Presidente
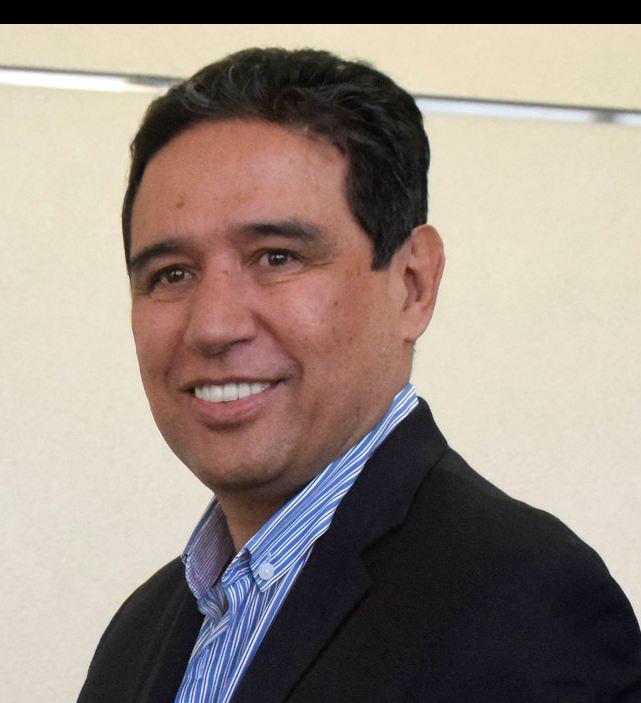
CAF Víctor Rico, Segretario generale

## Agenda
Il G20 del 2018 si concentrò su tre priorità: il futuro del mondo lavorativo, la creazione di infrastrutture per lo sviluppo e un futuro ad alimentazione sostenibile.
Alcuni paesi partecipanti all'incontro sostennero inoltre la necessità di regolamentare le criptovalute.
Altro tema importante del summit fu la guerra commerciale tra gli Stati Uniti e la Cina, allora in escalazione.

## Risultati

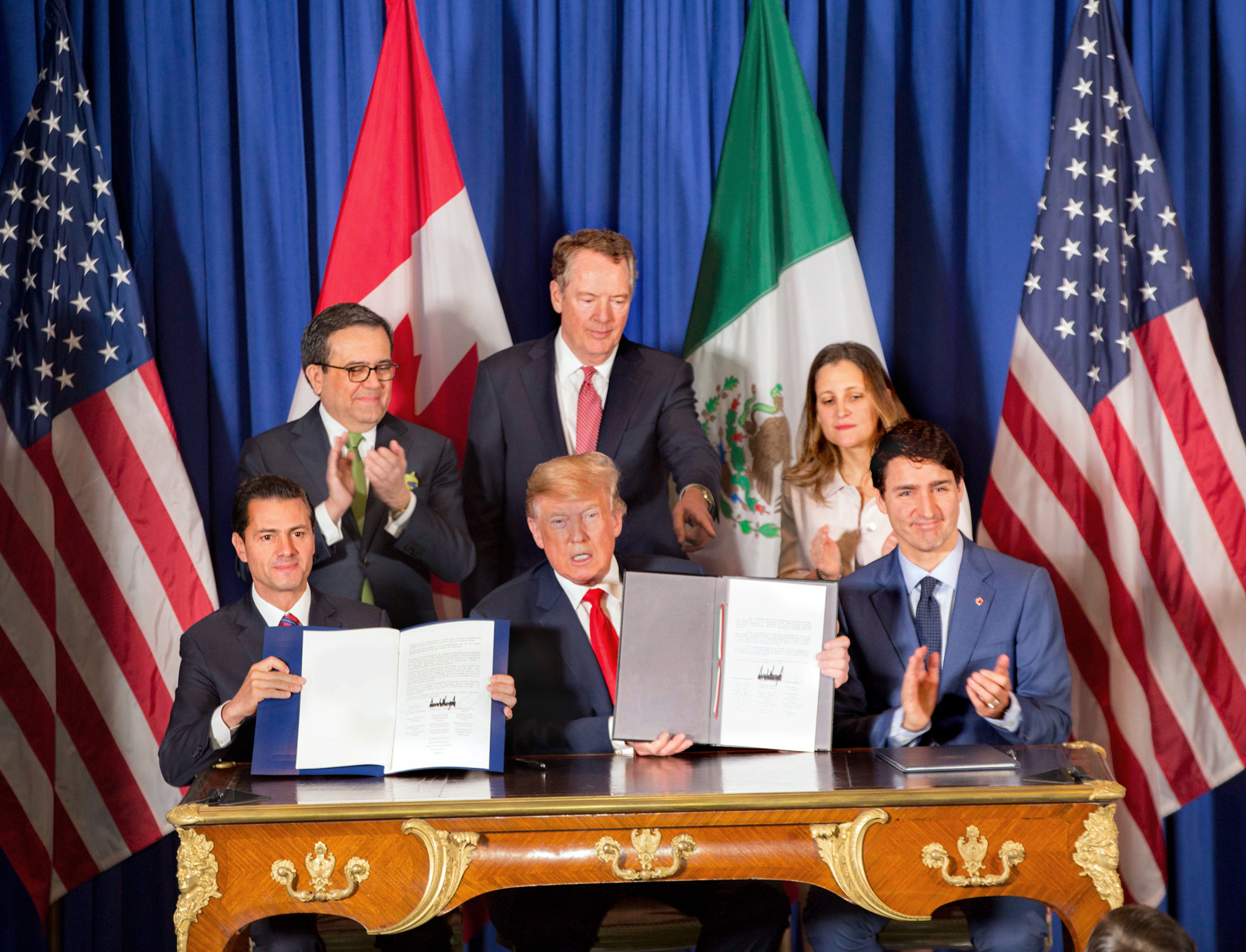
Enrique Peña Nieto, Donald Trump e Justin Trudeau dopo la firma dell'USMCA

Il 30 novembre, prima dell'inizio formale dell'incontro, il presidente messicano Enrique Peña Nieto, il presidente americano Donald Trump e il primo ministro canadese Justin Trudeau firmarono l'Accordo Stati Uniti-Messico-Canada (USMCA), successore del North American Free Trade Agreement (NAFTA), risalente al 1994.

## Controvertice
Il Consiglio Latino-americano di Scienze Sociali (CLACSO) organizzò un incontro parallelo al G20 chiamato Primo Forum Mondiale del pensiero critico. L'incontro iniziò la settimana precedente al summit. Al forum parteciparono politici come l'ex presidente brasiliano Dilma Rousseff, il vicepresidente boliviano Álvaro García Linera, l'ex presidente colombiano Ernesto Samper e l'attivista Estela Barnes de Carlotto. Durante l'evento, l'ex presidente argentino Cristina Fernández de Kirchner criticò le politiche economiche di Mauricio Macri e i prestiti richiesti al Fondo Monetario Internazionale. L'ex presidente uruguaiano José Mujica fu invitato, ma rifiutò di partecipare per evitare di danneggiare le relazioni tra Argentina e Uruguay.

## Sicurezza

### Prevenzione
Il precedente G20 svoltosi ad Amburgo fu teatro di proteste, con automobili date alle fiamme e strade bloccate da parte dei manifestanti. Per evitare che si ripetessero gli stessi eventi, la sicurezza per questo G20 venne potenziata. Delle organizzazioni politiche di sinistra locali si organizzarono per protestare anche assieme ad eventuali manifestanti provenienti dall'estero. Il governo argentino tentò di evitare l'ingresso di potenziali facinorosi nel paese, come ad esempio pregiudicati con la volontà di partecipare alle proteste. Le uniche manifestazioni permesse furono quelle pacifiche. Il ministro della sicurezza argentino Patricia Bullrich, riguardo all'argomento, affermò:
(Patricia Bullrich)

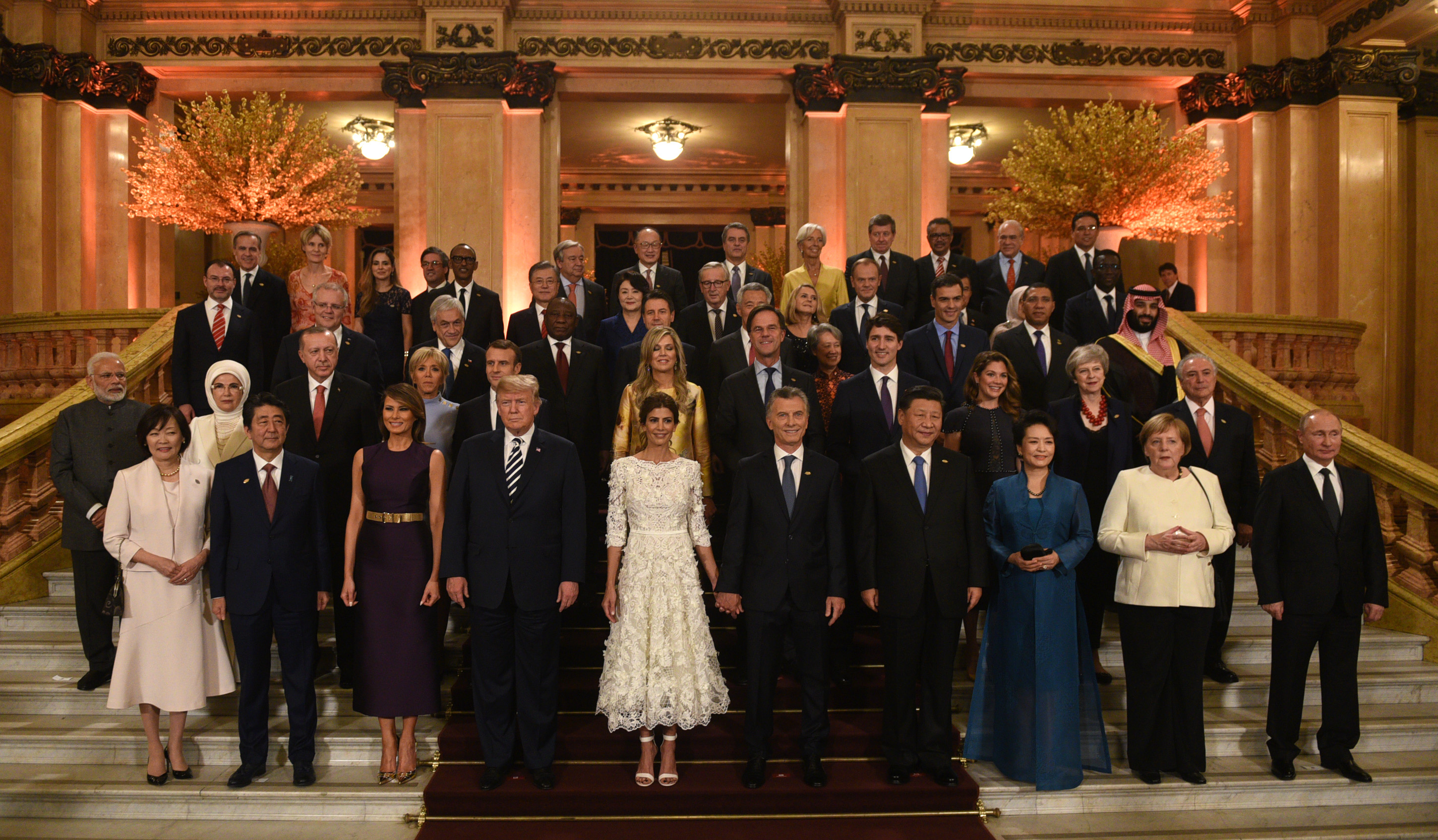
Foto dei partecipanti al Teatro Colón di Buenos Aires

Durante l'evento furono operativi ventiduemila poliziotti e altri settecento agenti, in collaborazione con i servizi di sicurezza di vari paesi come Stati Uniti, Regno Unito, Brasile, Italia e Spagna. Un'area complessiva di dodici chilometri quadrati attorno al Centro Costa Salguero fu recintata e isolata e i servizi di trasporto pubblico (inclusa la metropolitana) furono sospesi assieme al traffico lungo il Río de la Plata. Il 30 novembre del 2017 fu dichiarato giorno festivo solamente in quest'occasione per la città di Buenos Aires e i residenti furono esortati dal governo a lasciare la città durante l'evento. Il ministro per i mezzi di comunicazione argentino Hernán Lombardi riferì che non vennero rilevate infiltrazioni di gruppi terroristici internazionali e il governo statunitense sostenne che la locazione remota dell'Argentina avrebbe disincentivato i manifestanti a compiere lunghi viaggi per partecipare alle proteste.

### Attentati
Nei giorni precedenti al summit avvennero due attentati dinamitardi. Il giudice Claudio Bonadío, che stava allora investigando su un possibile reato di appropriazione indebita dell'ex presidente argentino Kirchner, fu aggredito in casa sua; le sue guardie del corpo fermarono Marco Viola e la bomba venne disinnescata dagli artificieri. Anahi Esperanza Salcedo, anarchica e femminista radicale, provò a far esplodere una bomba nei pressi della tomba del capo della Policía Federal Argentina Ramón Lorenzo Falcón, al Cimitero della Recoleta, ma l'ordigno esplose in anticipo causandole ferite alle mani e al viso. Entrambi gli attentati vennero commessi tramite l'impiego di ordigni esplosivi improvvisati.

## Altri summit nell'ambito del G20
| Data               | Città ospitante | Summit                        |
| ------------------ | --------------- | ----------------------------- |
| 19-20 marzo 2018   | Buenos Aires    | G20 Ministri delle Finanze    |
| 20-21 maggio 2018  | Buenos Aires    | G20 Ministri degli Esteri     |
| 14-15 giugno 2018  | Bariloche       | G20 Ministri dell'Energia     |
| 21-22 luglio 2018  | Buenos Aires    | G20 Ministri delle Finanze    |
| 27-18 luglio 2018  | Buenos Aires    | G20 Ministri dell'Agricoltura |
| 5 settembre 2018   | Mendoza         | G20 Ministri dell'Istruzione  |
| 6-7 settembre 2018 | Mendoza         | G20 Ministri del Lavoro       |
| 14 settembre 2018  | Mar del Plata   | G20 Ministri del Commercio    |
| 4 ottobre 2018     | Mar del Plata   | G20 Ministri della Salute     |
| 29 novembre 2018   | Buenos Aires    | G20 Ministri delle Finanze    |

### Annotazioni
1. ↑  Arriva in ritardo al vertice a causa di un guasto all'aereo di Stato con cui avrebbe dovuto effettuare il viaggio e pertanto non è presente alla foto ufficiale
2. ↑  Invitato in quanto Presidente di turno del CARICOM
3. ↑  Invitato in quanto Presidente di turno dell'Unione africana
4. ↑  Senegal invitato in quanto Presidente della New Partnership for Africa's Development
5. ↑  Invitato in quanto Presidente di turno dell'ASEAN

### Fonti
1. ↑  (EN) Rachel Russell, G20 summit 2018: Where is the G20 summit this year? Where is the meeting held?, in Daily Express, 29 novembre 2018.
2. ↑  (EN) Argentine G20 presidency gets a boost from foreign leaders, su g20.org, 30 novembre 2017. URL consultato il 13 febbraio 2019 (archiviato dall'url originale il 20 gennaio 2018).
3. ↑  (ES) La previa del G20 arranca en Bariloche, in Diario Río Negro, 25 novembre 2017. URL consultato il 13 febbraio 2019.
4. ↑  (EN) Argentina to host over 45 G20 meetings in 2018, su g20.org, 2 gennaio 2018. URL consultato il 13 febbraio 2019 (archiviato dall'url originale il 3 novembre 2018).
5. ↑  (EN) The future of work will be a central theme of international discussions, in Organizzazione internazionale del lavoro, 29 novembre 2018. URL consultato il 13 febbraio 2019.
6. ↑  (EN) Andrew Griffin, Bitcoin regulation: How it would happen in South Korea and what could happen to the price, in The Independent, 29 gennaio 2018. URL consultato il 13 febbraio 2019.
7. ↑  (EN) Shane Hickey, Investors hope for trade war ceasefire at G20 summit, in The Guardian, 25 novembre 2018. URL consultato il 13 febbraio 2019.
8. ↑  (EN) Trump signs trade deal with Mexico and Canada, in BBC News, 30 novembre 2018. URL consultato il 13 febbraio 2019.
9. ↑  (EN) #CLACSO2018, su clacso.org.ar. URL consultato il 13 febbraio 2019.
10. ↑   Alioscia Castronovo, Proteste, tensioni e forum mondiali: verso il G20 a Buenos Aires, in DINAMOpress, 26 novembre 2018. URL consultato il 13 febbraio 2019.
11. ↑  (EN) CFK: Macri merely a manager of policies imposed from abroad, in MercoPress, 20 novembre 2018. URL consultato il 13 febbraio 2019.
12. ↑  (EN) José 'Pepe' Mujica cancels BA speaking event alongside CFK, Dilma, in Buenos Aires Times, 21 novembre 2018. URL consultato il 13 febbraio 2019.
13. 1 2  (EN) G20 host Argentina's security nightmare - unrest and anarchists, in Channel NewsAsia, 21 novembre 2018. URL consultato il 14 febbraio 2019 (archiviato dall'url originale il 4 aprile 2019).
14. ↑  (EN) Uki Goñi, Argentinian government urges Buenos Aires residents to leave city for G20, in The Guardian, 28 novembre 2018. URL consultato il 14 febbraio 2019.
15. ↑  (EN) Buenos Aires hit by two bomb attacks, in MercoPress, 15 novembre 2018. URL consultato il 14 febbraio 2019.